# Ignatius Donnelly

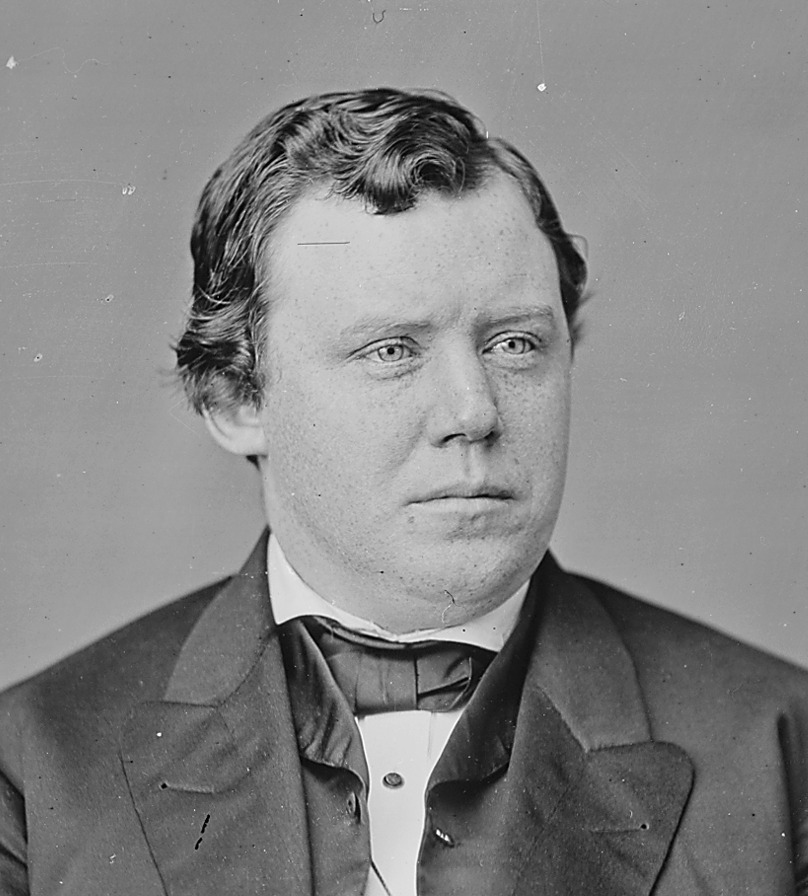
Ignatius Donnelly

Ignatius Loyola Donnelly (* 3. November 1831 in Philadelphia, Pennsylvania; † 1. Januar 1901 in Minneapolis, Minnesota) war ein US-amerikanischer Jurist, Politiker und Autor. Er war Vizegouverneur von Minnesota und Kongressabgeordneter für die Populist Party. Hauptsächlich bekannt wurde er durch seine Theorien zu Atlantis.

## Leben
Er war vom 4. März 1863 bis zum 3. März 1869 als Republikaner Abgeordneter des zweiten Kongresswahlbezirks von Minnesota im Repräsentantenhaus der Vereinigten Staaten. Zuvor hatte er 1859 bis 1863 das Amt des Vizegouverneurs von Minnesota innegehabt. Von 1874 bis 1878 wurde Donnelly als Senator im Senat von Minnesota erneut politisch aktiv. In den Jahren 1887 und 1888 gehörte er dem Repräsentantenhaus von Minnesota als unabhängiger Kandidat an. Donnelly stieg zum führenden Intellektuellen der Populist Party auf, für die er 1892 die Präambel ihrer Wahlkampfplattform verfasste. Danach bedrohe „eine riesenhafte Verschwörung gegen die Menschheit“, die sowohl in Amerika als auch in Europa aktiv sei, die Zivilisation entweder mit vollständiger Vernichtung oder mit der Errichtung eines absolutistischen Despotismus. In den Jahren von 1891 bis 1894 und von 1897 bis 1898 saß er für die Populisten erneut im Senat des Staates, bei der Präsidentschaftswahl in den Vereinigten Staaten 1900 kandidierte er erfolglos als Vizepräsident.

## Werk
In seinem 1882 erschienenen Buch Atlantis, the Antediluvian World (dt.: „Atlantis, die vorsintflutliche Welt“, 1911) vermutete er einen im Nordatlantik untergegangenen Kontinent als Ort des vom griechischen Philosophen Platon beschriebenen Atlantis. Donnelly glaubte, dass er in prähistorischer Zeit durch einen verheerenden Vulkanausbruch im Meer versank und nun nur noch die Berggipfel aus dem Wasser ragten – die Azoren. Einige Bewohner von Atlantis hätten die Katastrophe überlebt und seien in verschiedenen Gruppen nach Europa und Mittelamerika geflohen. Dort hätten sie den „primitiven Ureinwohnern“ die Kunst des Schreibens, der Metallurgie und des Pyramidenbaus gebracht, den er – neben verschiedenen Sintflutmythen – als Beleg für die von ihm angenommene Landbrücke zwischen Afrika und Amerika anführt.
Donnelly versuchte eine Art wissenschaftlicher Untersuchung, die sich vor allem auf Indizien stützte. Sein Buch enthält seismologische Beobachtungen und Untersuchungen zu Fossilien auf verschiedenen Kontinenten. Es enthält ebenso Absurditäten wie die Behauptung der Erfindung von Tabakpfeifen in verschiedenen Teilen der Welt weit vor der Entdeckung von Amerika und der Tabakpflanze. Donnelly zitierte wissenschaftliche Autoritäten wie William Jones und Friedrich Max Müller. Er argumentierte, dass die „arische Rasse“ in Atlantis entstanden sei und dass die indischen Arier Indien von Europa und Atlantis aus erreicht hätten.
In seinem 1883 erschienenen Werk Ragnarok, the Age of Fire and Gravel behauptete er, die Eiszeit sei durch einen Kometeneinschlag auf der Erde verursacht worden. Spuren dieser Katastrophe fänden sich etwa im nordgermanischen Mythos von Ragnarök und in der biblischen Geschichte von Sodom und Gomorrha. Der vielerorts anzutreffende Geschiebemergel sei keineswegs auf die Einwirkung der eiszeitlichen Gletscher zurückzuführen, sondern stelle Materie aus dem Schweif des Kometen dar.
1888 legte er The Great Cryptogram vor, ein Werk, in dem er die  These vertrat, dass Francis Bacon der wahre Autor von Shakespeares Werken sei.
1890 veröffentlichte er den Science-Fiction-Roman Caesar's Column. A Story of the Twentieth Century, der im New York des Jahres 1988 spielt. Darin bringt er seine Weltanschauung zum Ausdruck, nach der ungehemmter Kapitalismus, Plutokratie und Korruption die Vereinigten Staaten ruinieren würden.

## Rezeption
Donnellys Atlantis-Buch, dessen Inhalt mittlerweile in wesentlichen Aspekten wissenschaftlich widerlegt ist, war ein Bestseller. Es belebte das Interesse an Atlantis und untergegangenen Kontinenten in Europa und vor allem in den USA neu. Seit dem Erscheinen seines Buchs wurde Zehntausende weitere Werke zu Atlantis veröffentlicht, und etliche Autoren berufen sich bis heute auf Donnelly. Insbesondere in der Theosophie Helena Blavatskys und Rudolf Steiners sowie später in der New-Age-Bewegung wurden seine Atlantis-Spekulationen rezipiert. Der Folk-Sänger Donovan hatte 1969 einen Hit mit der Single Atlantis, die sich eng an Donnellys Darstellung anlehnt.
Donnelly gilt heute als „Fürst der amerikanischen Cranks“ und Musterbeispiel eines Pseudowissenschaftlers. Der Wissenschaftsjournalist Martin Gardner hielt es für eine offene Frage, ob Donnelly die Katastrophentheorie, die er in Ragnarok vertrat, selber glaubte, oder nur an den Verkaufserfolg von Atlantis anknüpfen wollte.